# 김형섭 (가수)
김형섭(1968년 8월 11일 ~ )은 대한민국의 가수이다.

## 학력
- 제주제일고등학교 (졸업)
- 명지대학교 경영학과 (졸업)
- 서울예술전문대학 실용음악과 전문학사 (졸업)

## 방송
- 2017년 MBC 복면가왕 아버지는 나귀타고 장에 가시고 당나귀 (참가자)

## 활동 전력 음악 그룹
- 빨간우체통
- 자전거 탄 풍경
- 나무자전거